# 斯氏鮨麗魚
斯氏鮨麗魚，為輻鰭魚綱鱸形目隆頭魚亞目慈鯛科的其中一種，分布於非洲盧阿拉巴河流域，體長可達30.4公分，棲息在底層水域，生活習性不明。

## 擴展閱讀
維基物種上的相關：斯氏鮨麗魚